# Guslar
Guslar je narodni pjevač koji uz vlastitu svirku na guslama pjeva (»gusli«) napamet naučene tradicionalne deseteračke epske pjesme. Guslari su izričito muške osobe, jer žene nisu »guslile«, iako su kasnije mnogo doprinijele kao kazivačice starih guslarskih deseteraca.

## Poznati guslari
- Filip Višnjić
- Avdo Međedović
- Mile Krajina
- Željko Šimić

## Vanjske poveznice
- guslar, članak na mrežnoj inačici Hrvatske enciklopedije, enciklopedija.hr